# هاري سوجياما
هاري سوجياما (باليابانية: 杉山ハリー؛ بالكانا: ハリー すぎやま) هو عارض وتارينتو ياباني، ولد في 20 يناير 1985 في طوكيو في اليابان.

## وصلات خارجية
- الموقع الرسمي